# Peggiopsis nivifera
Peggiopsis nivifera är en insektsart som först beskrevs av Walker 1870.  Peggiopsis nivifera ingår i släktet Peggiopsis och familjen Derbidae. Inga underarter finns listade i Catalogue of Life.